# The American Nightmare
The American Nightmare („Der amerikanische Albtraum“) ist ein Dokumentarfilm bzw. ein Essayfilm von Adam Simon aus dem Jahr 2000.

## Inhalt
Sieben der populärsten und radikalsten Regisseure von Horrorfilmen der späten 1960er und 1970er Jahre (George A. Romero, John Carpenter, John Landis, Tom Savini, David Cronenberg, Wes Craven, Tobe Hooper) kommen hier zu Wort und legen ihre Motivation und Gedanken hinter den wegweisenden Filmen aus ihrem Werk dar. Daneben versuchen Film- und Medienwissenschaftler (z. B. Adam Lowenstein und Carol Clover) die psychische Wirkung der Filme zu erklären und einzelne Elemente semantisch zu deuten. Dazu werden Ausschnitte aus den wichtigsten Filmen des Genres gezeigt und mit Footage-Material aus Nachrichten und dokumentarischem Material aneinander montiert (Der Vietnamkrieg, Phan Thị Kim Phúc, Nguyễn Ngọc Loan und Nguyễn Văn Lém, Studentenproteste gegen den Vietnamkrieg, das Kent-State-Massaker, Proteste der Bürgerrechtsbewegung, Attentate auf Martin Luther King und Robert F. Kennedy, Ölkrise, atomare Bedrohung, sexuelle Revolution).
In dem Essay werden besonders die Parallelen zwischen filmischem Geschehen und den damals aktuellen Ereignissen in den USA und Vietnam beleuchtet, mit dem Fazit, dass der Horrorfilm jener Jahre auf metaphorische Weise das Amerika seiner Zeit widerspiegelt, was auch im Titel der Dokumentation zum Ausdruck kommt.
Die Musik des Films stammt u. a. von Karlheinz Stockhausen und der Post-Rock-Band Godspeed You! Black Emperor.

### Erwähnte Filme
| Deutscher Titel              | Originaltitel                  | Regisseur        |
| ---------------------------- | ------------------------------ | ---------------- |
| American Werewolf            | An American Werewolf In London | John Landis      |
| Blutgericht in Texas         | The Texas Chain Saw Massacre   | Tobe Hooper      |
| Die Nacht der lebenden Toten | Night of the Living Dead       | George A. Romero |
| Halloween                    | Halloween                      | John Carpenter   |
| Das letzte Haus links        | The Last House on the Left     | Wes Craven       |
| Zombie                       | Dawn of the Dead               | George A. Romero |
| Der Wolfsmensch              | The Wolf Man                   | George Waggner   |
| Frankensteins Sohn           | Son of Frankenstein            | Rowland V. Lee   |
| Martin                       | Wampyr                         | George A. Romero |
| Parasiten-Mörder             | Shivers                        | David Cronenberg |